# Lightfootia dinteri
Lightfootia dinteri là loài thực vật có hoa trong họ Hoa chuông. Loài này được Engler ex Dinter mô tả khoa học đầu tiên.